# Awaken
Awaken là một ban nhạc Bỉ (Châu Âu) hát bằng tiếng Anh, tiếng Việt và tiếng Nhật. Awaken đã soạn một bài hát bằng tiếng Việt tên Chú Mèo Ngủ Quên Lưu trữ ngày 11 tháng 3 năm 2007 tại Wayback Machine, rồi ghi âm một bản "cover" của bài hát Rửa mặt như mèo.

## Tiểu sử của Awaken
Tuy AWAKEN đã bắt đầu trong năm 1988, nhưng ban nhạc này chỉ đã ghi âm 2 CD: TALES OF ACID ICE CREAM trong năm 1996 và PARTY IN LYCEUM’S TOILETS trong năm 2001. Nhưng AWAKEN cũng đã ghi âm nhiều bài hát khác từ năm 1988 dến bây giờ. Công việc mới nhất của Awaken là anbom mini tên BEPPU NIGHTS (『別府NIGHTS』, "Đêm Ở Thành phố Beppu"). 5 bài hát về đêm ở một thành phố của Nhật Bản: Beppu.
Một số lúc quan trọng của Awaken:
- 1988: Awaken đã bắt đầu soạn bài hát đầu tiên, ghi âm bằng piano và synthesizer với Chú Ced Mattys từ ban nhạc Metropolis.
- 1989: Ghi âm đầu tiên ở xtuđiô tên Memories Of A Teenage Cat với Chú Vincent Trouble từ ban nhạc Big Troble.
- 1992: Đi xtuđiô để ghi âm cát xét "demo" với Chú Vincent Trouble và Chú Ced Mattys và ca sĩ khác.
- 1999: Gặp và hát với Ông Al Stewart ở Bỉ và Hà Lan.
- 2002: Nekokawa - 猫川 (Dòng Sông Mèo).
- 2005: Bài hát bằng tiếng Việt đầu tiên Chú Mèo Ngủ Quên với ca sĩ Việt Nam tên Chị Trịnh Thanh Duyên, và buổi hòa nhạc cho hiệp hội Hoa Sen. Hai buổi hòa nhạc ở Nhật Bản.
- 2006: Bài hát "As a start: cà phê and pizza", và anbom mini tên BEPPU NIGHTS trên Internet.
- 2007: Bài hát mới bằng tiếng Việt, "Áo dài Màu Hồng" / "Xúp Sô-Cô-La" trên Internet. Ca sĩ là Gilles Snowcat.

## Ý nghĩa của tên "Awaken"
Awaken nghĩa:
- Trường Hợp Bong Bóng bằng tiếng Việt
- 泡件 (awaken) hoặc アワケン bằng tiếng Nhật
- 泡件 (pàojiàn) bằng tiếng Trung Quốc

## Buổi hoà nhạc
Awaken đã chơi nhạc trên một ít buổi hoà nhạc ở Bỉ, Hà Lan và Nhật Bản. Khi ca sĩ Trịnh Thanh Duyên với Awaken, nó chơi bài hát Việt Nam (được viết bởi Trịnh Công Sơn hoặc Trần Tiến).

## Thành viên

### Thành viên hiện tại
- Trịnh Thanh Duyên: Ca sĩ
- Irène Csordas: Ca sĩ
- Hakim Rahmouni: Đàn ghita
- Nicolas Leroy: Bass
- Trustno1: keyboards
- Sébastien Bournier: Ca sĩ + drums
- Jean-Paul Hupé: synthesizer programming
- PatLap: Ca sĩ + Đàn ghita
- Paul G.: Đàn ghita + Ca sĩ + Máy tính
- 日向逸夫先生: Máy tính
- トゥイちゃん: Ca sĩ
- Gilles Snowcat: Keyboards + Đán ống + Đàn ghita + Bass (đàn ghita thấp) + Bộ gõ + Drumprogramming + Ca sĩ + Máy tính + Sáo ngang

### Thành viên cũ
- Ced Mattys: Ca sĩ + Bass (đàn ghita thấp)
- Fabien Remblier: Ca sĩ + Bass (đàn ghita thấp)
- Zoé de York, Cedric Hamelrijck, Mike Wolf và Yves Larivierre: Đàn ghita
- Karo VR: Đàn ghita và Ca sĩ
- 猪瀬悠理さん: Bộ gõ và Ca sĩ
- 小西順子さん, P'tit Bout, Julie Absil, Lionel Meessen, Amy Kay, Jenny Quinn, Gautier Elocman, Joëlle Yana, Ambre và Bridge: Ca sĩ
- Gina Mainardi, 猪瀬悠理さん, みゆさん, 五味田敬子さん, 福地麗さん, 森紀和子さん, Sophie de York, Evelyne, Anna-Maria và Orely: Ca sĩ harmony
- Floris VDV, Laetitia VDV và Carla: Ca sĩ nói chuyện
- Socre: Ca sĩ hip-hop
- Greg Revel: Máy tính
- Hervé Gilles: keyboards
- Aurélia Thirion: keyboards và Ca sĩ
- Vincent Trouble: Đàn ăccoc và keyboards và drumprogramming
- Philippe Tasquin: Đàn viôlông
- Elke P: drums
- Pol X: Đàn ghita, drums và drumprogramming

## Discography

### web-EP
- Beppu Nights (『別府NIGHTS』) (EP) (2006)
- This Mouth (nhạc cho Em Mèo) (EP của Gilles Snowcat -solo-) (2008)
- Moko-Moko Collection (『モコモコ・コレクション』) (2012, LP của Gilles Snowcat -solo-) [2]

### CD
- Tales Of Acid Ice Cream (1996)
- Party In Lyceum's Toilets (2001)

### Một số bài hát trên Internet (Đĩa đơn)
- One Wild War (2002)
- 『山葵ＫＩＳＳ』 (Wasabi Kiss) (2003)
- 『五本木の星』 (Gohongi No Hoshi) (2003)
- 『ＤＲＵＮＫＥＮ熊』 (Drunken Kuma) (2004)
- When Alena Entered The Quiet Room (2004)
- Chú Mèo Ngủ Quên Lưu trữ ngày 11 tháng 3 năm 2007 tại Wayback Machine (2005)
- As A Start: Cà Phê & Pizza (2006)
- Áo dài Màu Hồng / Xúp Sô-Cô-La (2007)
- I Know Time Is Passing By... / 別府NIGHTS-disco take- (2008)
- Riding The Yellow Line Gives Vibrations  (2008)
- The Blue Hanger (pink disco yellow mix) / Don't Worry Em Mèo (on the pops) / Riding The Yellow Line Gives Vibrations (still shaking mix) (2009)
- My Last Evening In 大分 / Chase Around 大分駅 (2009)
- How Many L Were In Your Name? / My Last Evening In 大分 (Awaken version) / How Many L Were In Your Name? (hi-NRG mix) (2010)
- 柳ヶ浦 (satin caress of the 猫 mix) / Chase Around 大分駅 (warm hypno 猫 mix) (2010)

### Cát xét
- Numb (1993)
- Phase 2: Scrappy (1993)
- Zéro Sur Dix, Encore Raté ! (Gilles Snowcat solo 1994)
- Awaken 3: Blurp ! (1995)

### Một số bài hát hiếm
- Polygonal Mirror (2/1988)
- Sandrine (Bản piano) (7/1988)
- Interlude 6 (6/1988)
- Memories Of A Teenage Cat (Bản studio) (3/1989)
- Misty Conclusion (được ghi âm ở Beppu, Nhật Bản) (5/2007)

### Reviews (tiếng Anh, Pháp)
- Coast To Coast Lưu trữ ngày 28 tháng 9 năm 2007 tại Wayback Machine
- Universal Wheels
- Gibraltar Encyclopedia Lưu trữ ngày 29 tháng 1 năm 2008 tại Wayback Machine

## Notes et références
1. ↑  "Account Suspended".[liên kết hỏng]
2. ↑  "it's Oh! Music page for "Moko-Moko Collection"". Bản gốc lưu trữ ngày 23 tháng 3 năm 2012. Truy cập ngày 8 tháng 4 năm 2012.